# Том Тейчелл
Том Тейчелл (англ. Tom Tachell; 1870-ті — 20-те століття) — колишній австралійський тенісист.
Здобув 1 парний титул.

## Фінали на турнірах Великого шлему

### Парний розряд (1 перемога)
| Результат | Рік  | Турнір              | Покриття | Партнер         | Суперники                     | Рахунок                  |
| --------- | ---- | ------------------- | -------- | --------------- | ----------------------------- | ------------------------ |
| Перемога  | 1905 | Чемпіонат Австралії | Трава    | Рендолф Лайсетт | Едґар Т. Барнард Бейсіл Спенс | 11–9, 8–6, 1–6, 4–6, 6–1 |